# 미쓰비시 F-15J 이글
F-15J 이글(F-15J eagle) 일본 항공자위대의 주력 전투기로 미쓰비시 중공업에서 맥도넬더글러스 F-15 이글 구형인 F-15C형 요격기를 업그레이드하여 면허 생산한 것이다.
이후에 "F-15DJ(훈련기)", "F-15J 카이(F-15J의 현대화 형태)" 같은 변종도 생산되었다.

## 도입배경
1975년 6~7월, 일본 방위청(JDA, 현재 방위성)은 맥도넬더글러스 F-15 이글을 F-104J/DJ 스타파이터와 F-4EJ 팬텀 II의 대체 후보 13개 기종 중 하나로 선정했다. 미국 에드워즈 공군 기지에서 1인승 F-15C와 2인승 F-15D를 평가한 결과, 1977년 12월 28일 일본 정부 187대의 F-15J/DJ를 구매할 계획으로 F-15가 승자로 발표되었다. 1978년 4월, 미쓰비시 중공업이 1차 계약업체로 지정되어 F-15C/D의 라이선스를 획득했다.
미국 의회 검토 끝에 미 국방부(DoD)는 항공기의 전자전 및 엔진 시스템에 대한 허가를 보류했다. 처음에는 미국에서 생산되어 일본으로 수출되었다. 이 초기 면허 생산은 일본 방위산업 하에서 항공기 개발에 기여하는 동시에 항공기의 기지 생산을 촉진하여 일본의 요구 사항에 맞는 전투기 생산이라는 목표를 달성했다.
일본 항공 자위대(JASDF)는 단좌형인 165대의 F-15J와 복좌형인 48대의 F-15DJ를 인수했으며, 이 중 2대의 F-15J와 12대의 F-15DJ를 미주리주 세인트루이스의 맥도넬 더글라스에서 제작했다. 국방부 FMS 프로그램에 의해 '평화 독수리'라고 불리는 세인트루이스에서 제작된 최초의 F-15J는 1980년 6월 4일 첫 비행을 위해 미 공군에 인도되었고, 이후 7월 15일 일본으로 순항했다. 또한 8대의 F-15J를 대형 부품으로 제작하여 미쓰비시의 코마키가 최종 조립을 위해 일본으로 선적했으며, 이 중 첫 번째(직렬 번호 12~8803)는 1981년 8월 26일 처녀 비행을 했다. 나머지 부품을 분할하여 1981년부터 라이선스 하에 생산했으며, 최종 조립은 미쓰비시에서 수행했다.
1981년 후반, 최초의 F-15J/DJ 항공기가 제202전술전투비행단으로 파견되었고, 이 비행 훈련 비행대대는 이글 FTU로 재편되어 1982년 12월 21일 니타바루 기지에서 23 비행 훈련 비행대대로 이름이 변경되었다. JASDF는 1983년 9월 1일 소련 Su-15의 대한항공 007편 격추 사건이후 첫 비행대대를 구성할 계획을 수립했다. 1984년 3월, 사할린 섬의 소련 전투기 기지에서 라 페루즈 해협 건너편에 위치한 치토세 공군 기지에서 203전술전투비행단의 F-104J를 대체하기 시작했다.
지난 30여년간 10여대를 사고로 상실했다. 2018년 12월 24일, 일본이 F-35 구매 자금을 확보하기 위해 미국에 F-15J 일부를 판매하는 방안을 검토 중이라고 발표했다.
일본 방위성은 2022년 2월 4일에 6,465억 엔(56억 달러)의 비용을 들여 일본 슈퍼 요격기(JSI) 프로그램을 통해 68대의 F-15J를 업그레이드할 것이라고 확정했다. 보잉은 F-15 일본 슈퍼 요격기 프로그램에 대해 24,550,000달러를 초과하지 않는 미정의 계약을 체결했다.

## F-15J의 제원

### 제원
- 승무원 : 1명
- 길이 : 19.43 m
- 날개폭 : 13.05 m
- 높이 : 5.63 m
- 순 기체 중량 : 12,700 kg
- 이륙 중량 : 20,200kg
- 만재 중량 : 30,845kg
- 엔진 : 2 × 프랫 & 휘트니 F100-100

### 성능
- 최고속도
  - 고고도 : 마하 2.5
  - 저고도 : 마하 1.4
- 최대 상승 고도 : 20,000 m

### 무장
- 기관포 : 1 × 20mm M61 벌컨
- 미사일
  - AIM-7 스패로우 (또는 미쓰비시 AAM-3)
  - AIM-9 사이드와인더
  - 미쓰비시 AAM-4
- 폭탄
  - Mk 82
  - CBU-87 클러스터 폭탄

### 전자전장비
- AN/APG-63

## 개량사업

### J-MSIP 현대화 개량 사업
당초 계획에서는 26대를 개량하려 했으나 102대로 늘어나게 됐다. 항공 잡지 등에서는 이러한 J-MSIP 개량을 한 F-15J를 F-15J Kai라고 부르고있다. 또한 해외에서는 '근대화'를 뜻하는 'modernized "의 머리 글자 M이 추가되어 F-15MJ이라고한다.
아래는 1차 개선안이다.
- 중앙 컴퓨터를 개선 (CP-1075A / AYK → CP-1075C (P) / AYK)
- 화력 관제 레이다를 AN/APG-63에서 AN/APG-63(v)1으로 교체했다. 백엔드의 공통점이 있기 때문에 향후 AN/APG-63(v)3으로 교체하기도 용이하다.
- AAM-4 중거리 공대공 미사일 운용 능력 획득
- 통신 장비에 대한 전파 방해 대처 기능 추가
- 비행 기록 장치 의 탑재
- 사출 좌석의 개선
- 전술 데이터 교환 시스템 단말기 (MIDS-LVT (3))의 탑재를위한 공간과 배선의 확보

J-MSIP 현대화 개조를 마친 F-15J Kai는 102대에 달한다.
| 예상 계상 연도            | 부품 조달 | 개선/보수 | 납입 |
| ------------------------- | --------- | --------- | ---- |
| 2004년(1차 개선)          | -         | 2대       | 0대  |
| 2005년                    | -         | 4대       | 0대  |
| 2006년                    | -         | 2대       | 0대  |
| 2007년                    | -         | 0대       | 6대  |
| 2008년                    | -         | 0대       | 2대  |
| 총계                      | -         | 8대       | 8대  |
| 예상 계상 연도            | 부품 조달 | 개선/보수 | 납입 |
| 2008년(2차 개선)          | 0대       | 20대      | -    |
| 2009년                    | 38대      | 22대      | -    |
| 2010년                    | 0대       | 2대       | 12대 |
| 2011년                    | 0대       | 8대       | 10대 |
| 2012년                    | 0대       | 6대       | 10대 |
| 2013년                    | 0대       | 6대       | 9대  |
| 2014년                    | 0대       | 12대      | 11대 |
| 2015년                    | 0대       | 8대       | 8대  |
| 2016년                    | 0대       | 8대       | 4대  |
| 총계                      | 38대      | 92대      | 64대 |
| 예상 계상 연도            | 부품 조달 | 개선/보수 | 납입 |
| 2010년(자기방어능력 향상) | -         | 2대       | -    |
| 2011년                    | -         | 2대       | -    |
| 2012년                    | -         | 3대       | -    |
| 2013년                    | -         | 0대       | -    |
| 2014년                    | -         | 0대       | 4대  |
| 2015년                    | -         | 0대       | 1대  |
| 2016년                    | -         | 0대       | -    |
| 총계                      | -         | 7대       | 5대  |

2008년부터는 2차 개선안에 의해 개량이 진행됐는데 2차 개선안은 아래와 같다.
- 헬멧 장착식 표시 장치 (HMD : Helmet Mounted Display. JHMCS를 채용) 탑재에 의한 AAM-5 의 전체 운용 능력 획득
- 전술 데이터 교환 시스템 단말기 (MIDS-LVT (3))의 탑재

자기방어능력 향상 사업의 내용은 아래와 같다.
- 통합 전자전 시스템 탑재 (레이다 경보 · 간섭 · 사출 형태의 간섭의 3 장치의 능력 향상), 통합 표시 기능이 추가된다

### 개량 비용
초기에는 F-15J 한대를 F-15MJ로 개량하는 비용이 400억원에 달해 높은 예산이었지만, 사업 중반부터는 두당 250억원 수준으로 예산이 안정화됐다. F-15J를 처음 생산했을 당시의 단가는 1,200억원 이상이었고, F-15MJ는 두당 250억원 꼴로 예산을 들여 개선했기에 1,500억원이 넘는 단가라고 볼 수 있다. 성능이 더 우수한 한국 공군의 F-15K가 1,000억원인 것을 생각하면 굉장히 비싼 비용이다. 일본은 전체 102대 상당의 F-15MJ를 보유하고 있으므로 한국도 이에 대응하는 전력을 갖추어야 할 것이다.

### 지상 타격 능력
방위청 (당시)에 의한 1978년 3월 4일자 "F-15의 지상 공격 기능과 공중 급유 장치"는 "어느 정도의 대지 공격 기능을 부수적으로 하고 있지만, 공대지 유도 미사일과 핵 폭격용 장비 또는 지형의 변화에 대응하면서 저공에서 목표 지점에 침입하기 위한 장치를 탑재하고 있지 않고, 이 기능은 주로 육안에 의한 목표 식별 및 조준을 할 수 있는 상황 아래에서 일반 폭탄에 의한 지원 전투를 위한 한정된 것이다. 또한 F-15는 지상 공격 전용 계산 장치 등을 가지고 있지 않고, 대지 공격 기능에 필요한 정보 처리 등은 요격 전투기에 사용되는 계산 장치를 사용하여 이루어질 것이다 "라고 하고 있다.

#### 방위성의 공대지 순항미사일 방침
2017년 12월 8일 , 방위성은 JSM , JASSM-ER ( 영어 ) , LRASM 총 3 종류의 순항 미사일 도입을 위한 관련 예산을 2018년도 예산안에 계상 방침을 분명히하고 JASSM과 LRASM는 F-15J를 개수해 탑재될 것이라고 한다. 그렇게 되면 F-15J도 공대지 순항미사일을 운용하게 되는 것이다.
BS 후지 프라임 뉴스 2018/01/08 '총력 전망'국방 2018 '오노 데라 방위상 × 모리모토 사토시 "[전편]에서 개조 비용이 약 180억 걸린다고 오노 데라 방위상의 입에서 말해지고있다.

## 같이 보기
- AGM-158 JASSM

### 관련 기체
- 맥도넬더글러스 F-15 이글

### 비교 기체
- MiG-29
- 선양 J-8
- 사브 37 비겐
- 수호이 Su-27
- F-15K 슬램 이글